# أحمد ديريلي
أحمد ديريلي (22 أكتوبر 1992 ببرلين في ألمانيا - ) هو لاعب كرة قدم ألماني وتركي في مركز الهجوم. شارك مع منتخب تركيا تحت 21 سنة لكرة القدم. أما مع النوادي، فقد لعب مع أضنة سبور وهاتاي سبور وBerliner AK 07 ‏.

## وصلات خارجية
- أحمد ديريلي على موقع اتحاد تركيا (لاعب) (الإنجليزية)
- أحمد ديريلي على موقع قاعدة بيانات كرة القدم.إي يو (الإنجليزية)
- أحمد ديريلي على موقع Soccerway.com (الإنجليزية)
- أحمد ديريلي على موقع عالم كرة القدم.نت (الإنجليزية)